# ワケあり!
『ワケあり!』は、ILLUSIONより2011年11月11日に発売されたアダルトゲーム。公式サイトで開催された新作祭（3作品）の第1弾となった。

## ゲームシステム
トゥーンレンダリングの3Dポリンゴンで表現されたアダルトゲームで「念撮（ねんさつ）」というシステムが導入されている。マウスカーソルをキャラクター上で移動させると、カーソルの軌跡に沿って着衣の一部が消され本体が見えるという構造で、このゲーム内では念撮と名付けられている。また、3Dシューティングゲームパートが導入され、幽体離脱として表現されたヒロインの私生活を覗き見るパートも実装されている。さらに特殊なセックスシーンがプレイできる「XXXモード」というものもある。
およそ1か月の期間に攻略を目指す仕様で時間帯は朝、昼、夕方、夜、深夜に分けられ、主人公が目的地に移動するごとに時間が経過する。物語の序盤は登場人物との会話が基本で好感度を上げることを目標としている。中盤からはセックスシーンによる好感度上昇を目的とするがシューティングゲームパートも追加される。
シューティングゲームのパートでは結果によって武器の弾薬補充やセックスシーンで使われるコマンドの追加、ヒロンインの人格が変わってしまうイベント要素も盛り込まれている。また、このパートは必須では無いためスキップさせることができる他、プレイを中断することもできる。スキップさせた場合は時間だけ経過するが、中断した場合は途中までの結果が反映されることがある。
ゲーム内で49日が経過すると主人公は「幽体離脱」が可能になる。主人公が幽霊体の状態になるという表現で家屋の壁や屋根をすり抜けヒロインらの私生活を覗き見ることができる。またメインメニューの回想メニューからこの時のヒロインの状態を再生することが可能になる。
更に、ある条件を満たすことで「XXXモード」がメインメニューに追加される場合がある。家の地下室で行われる儀式という表現で、概観が変わった主人公によるセックスシーンがプレイ可能になりヒロイン達の状況もこれまでとは一変する。これは複数人による性行為が可能なモードで、簡単な組み合わせが選べるようになっている。このモードも物語の一部であり、ある条件を達成することで地下室の真相が明らかとなる。

## あらすじ
骨董屋「斑鳩堂」を祖父から受け継いだ主人公・斑鳩天平の下に一人の若い女性が訪ねてきた。古くから店常連であったの串本老人の孫娘、高野京子だった。祖父が他界し、遺された1軒の家に従姉妹の「吉野瞳」「熊野めぐみ」の3人で共同生活を始めたのだが、実はその家ではポルターガイスト（騒霊）現象が発生し困っていた。霊に詳しい祖父が何か手掛かりを残していないかと家の中を調べた3人は、自分たち宛ての書き置きを発見し、その内容に従って天平に助けを求めてきたのだという。京子に勧められるまま彼女らと同居することになった天平は、串本老人の残した使い魔「テネブル」と共にポルターガイストの正体を追うことになった。

## キャラクター
斑鳩天平（いかるがてんぺい）
声：なし
幼い頃に両親を亡くしてからは祖父と2人暮らしで育ち、祖父に似て霊感が強い。現在は祖父が残した骨董屋「斑鳩堂」の店主を務める。幼馴染の3人の依頼で住み込みで除霊を引き受けることになり、共同生活を始めている。
高野京子（たかのきょうこ）
声：ももぞの薫
天平の従姉妹の中では最年長で、雑誌の編集者に勤めている。面倒見がよくしっかり者だが料理は得意な方ではない。
吉野瞳（よしのひとみ）
声：金松由花
天平の従姉妹でバンド音楽に興味があり快活な性格。細かい事を気にせず物言いもはっきりしたタイプで料理も得意。
熊野めぐみ（くまの-）
声：藍川珪
天平の従姉妹で機械専攻の大学を目指す女子学生。機械いじりに没頭する変わった嗜好の持ち主だが優しい性格である。